# Notoglyptus bidentatus
Notoglyptus bidentatus är en stekelart som beskrevs av Heydon 1988. Notoglyptus bidentatus ingår i släktet Notoglyptus och familjen puppglanssteklar.
Artens utbredningsområde är Ecuador. Inga underarter finns listade i Catalogue of Life.